# Walckenaeria westringi
Walckenaeria westringi là một loài nhện trong họ Linyphiidae.
Loài này thuộc chi Walckenaeria. Walckenaeria westringi được Embrik Strand miêu tả năm 1903.